# Asyndetus intermedius
Asyndetus intermedius är en tvåvingeart som beskrevs av Henk J.G. Meuffels och Patrick Grootaert 1993. Asyndetus intermedius ingår i släktet Asyndetus och familjen styltflugor. Inga underarter finns listade i Catalogue of Life.